# Anthodioctes lourdes
Anthodioctes lourdes är en biart som beskrevs av Urban 1999. Anthodioctes lourdes ingår i släktet Anthodioctes och familjen buksamlarbin. Inga underarter finns listade i Catalogue of Life.